# 苦兒流浪記 (電影)
《苦兒流浪記》（No Body's Child）是1958年由國風影業公司拍攝的國語電影，改編自法國作家賀克多·馬洛（Hector Malot）小說《苦兒流浪記》（法文：Sans famille），主要演員有胡蝶、王引、蕭芳芳和陳燕燕，片中由蕭芳芳唱出的插曲《媽媽好》，更成為華語世界不朽經典名曲。苦兒流浪記在2003年由香港電影資料館聯同意大利電影復修專家L'Immagine Ritrovata Film Restoration Laboratory完成數碼復修。